# Angiolo Bandinelli
Angiolo Bandinelli (Chianciano Terme, 21 marzo 1927 – 6 febbraio 2022) è stato uno scrittore e politico italiano, deputato della IX legislatura della Repubblica Italiana.

## Biografia
Poeta e traduttore, fin dalla giovinezza si divise fra l'amore per la letteratura e la passione per il giornalismo e la politica.
Neanche maggiorenne fece parte della resistenza e si iscrisse giovanissimo al Partito d'Azione e, pochi anni dopo, al Partito Radicale, di cui fu uno dei primissimi aderenti e per il quale svolse poi le funzioni di segretario, fra il 1969 ed il 1972; ricoprì l'incarico di tesoriere per un quinquennio.
Allievo di Pantaleo Carabellese, collaborò al "Mondo" di Mario Pannunzio, periodico su cui pubblicò circa cinquanta articoli. Dall'inizio degli anni '60 in poi promosse, animò e diresse molte pubblicazioni del partito ("Agenzia Radicale", La Prova Radicale e Notizie Radicali su tutte).
Nel 1979 fu eletto consigliere comunale a Roma, facendo scalpore per una disobbedienza civile, durante la quale si spinse fino a offrire una sigaretta di marijuana all'allora sindaco della città capitolina, Petroselli.
Candidato alla Camera senza essere eletto alle elezioni del 1983; il 2 ottobre 1986 fu proclamato deputato, durante la IX Legislatura, in sostituzione del dimissionario Gianfranco Spadaccia; rimase in carica fino alle elezioni del 1987.
Traduttore di Eliot, Coleridge, Stevenson, autore di saggi, poesie ed articoli relativi alla teoria ed alla storia del partito, raccolse molti dei suoi contributi nel libro Il radicale impunito.
Negli ultimi anni fu ospitato spesso come editorialista ed opinionista su numerosi quotidiani e periodici, fra cui Il Foglio, L'Avanti, L'Opinione ed Il Riformista; molti di questi interventi sono stati pubblicati in un altro volume (Opinioni per un anno, a cura di Gualtiero Vecellio).
Morì il 6 febbraio 2022 all'età di 94 anni.

## Opere
- L'immaginazione preclusa (1982)
- Figure, Nuovi Quaderni di San Gimignano (1987)
- Picco del Circeo, I Libri di Alice (1992)
- Sermones ‘63 (1993)
- Fine de Roma e altre poesie, Stampa Alternativa, Millelire (1994)
- L'infingardo, Mobydick (1998)
- M.O. (1999)
- Fine de Roma (2000)
- La Grande Carpa Blu (2001)
- De notte Roma (2005)
- Due racconti pulp, I Libri di Alice (2011)
- Giardini crudeli, Pendragon (2014)
- I, Heather, I Libri di Alice (2014)
- Sette Donne, Emiliano degli Orfini - Roma (2015)
- Heather, I Libri di Alice (2015)
- Bimbo e bimba, I Libri di Alice (2017)
- Racconti Evangelici, Galaad Edizioni (2017)
- Soho. Due racconti in salsa esotica, Galaad Edizioni (2021)
- La perla. Favola senechiana, Galaad Edizioni (2021)